# Salman le Perse
Salman le Perse (en arabe : سلمان الفارسي, Salmān al-Fārisi) ou Salmān Fārsi (en persan : سلمان فارسی) fut l'un des premiers musulmans non arabes et l'un des compagnons de Mahomet. Salman serait né soit dans une petite ville de Perse appelée Kazerun dans la province de Fars (d'où son surnom al-Farsi signifiant originaire de Fars) , soit près d'Ispahan (Iran).
Son vrai nom serait Rouzbeh et il aurait été mazdéen de naissance. Mais des généalogistes perses affirment que son nom était Mabih ibn Budhakhshan ibn Dih Dirih[réf. nécessaire]. Mahomet lui aurait donné des surnoms comme l'Imam, l'étendard des étendards, l'héritier de l'islam, le juge sage, un savant reconnu, membre de la maison du Prophète[réf. souhaitée]. Lors de ses réunions avec les autres compagnons, il aurait également été appelé Abu Abdillah (le père de `Abdullah).

## Place dans l'islam
Salman est célèbre pour avoir creusé une tranchée en 627, lors d'une bataille décisive restée sous le nom de bataille de la Tranchée. Les Mecquois étaient alors sur le point de s'emparer de Médine. C'est alors que, selon la Tradition, Salman le Perse suggéra au Prophète de creuser une tranchée autour de la ville pour couper l'élan de la cavalerie mecquoise.
Salman était barbier de son état, et aujourd'hui encore il est le patron de cette profession, et on peut voir en lui le premier saint patron d'une guilde dans l'islam. Mais bien plus, il occupe une place particulière dans l'interprétation ésotérique des premiers temps de l'histoire de l'islam, car il est le symbole des Perses qui ont embrassé cette religion. Et en tant que tel, il constitue un modèle pour tous les non-Arabes qui ont été intégrés au  monde musulman en y apportant leurs propres connaissances et compétences, compétences que les musulmans ont pu réutiliser pour améliorer leur vie.

## Vie selon l'hagiographie
De père zoroastrien, Salman, fut en quête de vérité. Il n’approuva pas la religion de son père malgré les punitions que ce dernier lui infligeait lorsqu'il manifestait sa curiosité.
Étant passé près d'une église un jour, il y entra et demanda aux pratiquants de cette église ce qu'ils faisaient, à quoi les personnes ont répondu qu'ils faisaient ce que leur religion leur commandait, à savoir d'adorer Dieu. Salman fut intéressé par le christianisme et demanda à ce moment-là, pendant qu'il discutait avec les gens de cette église, où se trouvait la source de leur religion. Ainsi Salman ne cherchait la science qu'à ses racines, pour éviter les contradictions. On lui répondit que la source de cette religion se trouvait en Syrie. Et alors, il demanda comment s'y rendre, on lui répondit d'attendre une prochaine caravane de commerce pour l'y emmener.
Son père apprit l'intérêt de Salman pour le christianisme et enferma alors son fils, voulant ainsi l'obliger à rester sur le zoroastrisme tel que ses ancêtres l'avaient pratiqué.
Il réussit à s’enfuir de l'enchainement de son père et partit en Syrie afin d'y recevoir un enseignement religieux auprès d’un moine et s'associa à une succession de chrétiens anachorètes (ermites)[Qui ?].
Il suivait donc les enseignements d'un prêtre[Qui ?] en Syrie dont il n’aima pas le comportement puisque ce prêtre volait l'argent destiné à l'aumône. Mais Salman était suffisamment intelligent pour ne pas généraliser ce comportement à tous les pratiquants du christianisme.
Il apprit d'eux la venue du dernier prophète, qu’un ultime messager de Dieu serait envoyé à l’humanité prochainement pour faire revivre « la religion d’Abraham », car les signes étaient désormais réunis d’après les anciennes écritures.
Il lui dit que ce prophète viendrait du pays des Arabes, et qu’il s’exilerait dans une région boisée de palmiers. Il lui indiqua aussi quelques signes pouvant confirmer sa prophétie comme le fait « qu’il accepte les aumônes, mais n'en mange pas et qu'il accepte et ne mange que les offrandes », et qu’il porte dans son dos « le sceau de la prophétie ».
Il voyagea alors vers le Hijaz où il fut capturé, vendu en esclavage et emmené à Médine. Il servit donc plusieurs années en tant que récolteur de dattes pour le compte des exploitants de la ville, cela quelques années avant la venue du prophète. C'est donc dans cette ville qu'il rencontra Mahomet.
Salman reconnut en lui les signes de la prophétie ; il se convertit donc à l’islam. Mahomet l'aida à réunir toutes les conditions pour gagner sa libération par un contrat de rachat à son maître pour une somme astronomique : « Salman fut racheté au prix de trois cent soixante arbrisseaux de palmier et quarante oughiyés d'or (l'oughiyé est une ancienne mesure équivalant à 7 mésghals, soit 35 grammes) soit 1,2 kilogramme d'or. Il planta, avec les autres membres de cette nouvelle communauté, de ses propres mains les palmiers en question et offrit une large pièce d'or. L'épisode de son affranchissement est raconté tel quel dans la Sirat Rasul Allah d'Ibn Ishaq.
Il vendait des paniers d'osiers pour trois dirhams, un dirham représentait le coût d'un panier, un dirham était pour sa famille et le dernier était distribué aux pauvres.
Un jour, un Damascène qui venait d'arriver en ville l'aperçut, sans se douter qu'il s'adressait au Gouverneur de la région. Le Damascène lui dit à peu près ceci : « Dis-moi, contre de l'argent peux-tu me porter mes effets personnels jusqu'à untel ! ». Salman saisit les biens du Damascène et les porta. Tout le long du chemin les musulmans qui croisaient le Gouverneur lui disait « Que la paix et le salut soit sur le Gouverneur ! » et ceci se répéta plusieurs fois de telle sorte que le Damascène comprit que l'homme qui se tenait auprès de lui était en fait Salman Al-Farisi.
Boukhari rapporterait deux Traditions qui montrent la considération de Mohammed, à l'égard de Salman :

« Lorsque nous étions assis avec le Prophète, la sourate "Le Vendredi" (Surat-al-Juma) lui fut révélée. Quand le Prophète récita le verset « et Il (Dieu) l'a envoyé (Mahomet) aussi aux autres (que les Arabes)... »(Coran 62:3) Je dis, « Qui sont-ils, Ô Messager de Dieu ? » Le Prophète ne répondit pas jusqu'à ce que je répète trois fois. À ce moment Salman était avec nous » Le Messager de Dieu mit sa main sur Salman, disant : « Si la foi était aux pléiades, même alors certains hommes de ce peuple (celui de Salman) l'auraient atteint. » »

Le gendre de Mahomet, Ali, lui donna le surnom de Loqman le Sage.
Il mourut durant le règne du calife `Uthman ben Affan et fut enterré à Ctésiphon à côté d'Al-Mada'in (en) en Irak. La ville de Salman Pak (en) située à quelques kilomètres de Bagdad porte son nom.

### Le siège de Médine
Lors de la bataille de la Tranchée, quand des tribus bédouines, juives, quraychites, mecquoises et autres s'allièrent pour assiéger Médine dans le but d'éradiquer la nouvelle religion, Salman fut d'une aide précieuse. C'est pendant cette bataille que Salman conseilla à Mahomet de creuser des tranchées autour de Médine pour défendre la cité, une suggestion que le Prophète accepta avec joie.
Les coalisés menés par Abu Sufyan ibn Harb, furent incapables après un mois de siège de prendre Médine. Ce procédé inconnu des Arabes, mais bien connu des Perses, permit aux musulmans de résister à cette armée qui les surpassait en nombre, en équipement et en préparation. Salman accompagna toutes les campagnes des compagnons de Mahomet, notamment celle de Perse. Salman al Farisi fut de fait désigné gouverneur de cette région. Il était le commandant d'une troupe de plus de 30 000 musulmans. Il gouverna avec justice et équité.
Il donnait tout son salaire de gouverneur aux pauvres. Il vivait de son propre travail manuel. Il ne possédait pas de maison mais vivait plutôt sous les arbres se couvrant avec la moitié d'un drap. Il avait l'habitude de dire qu'il était surpris de voir les gens dépenser toute leur vie pour ce bas monde, sans une pensée pour la mort qui les prendrait de ce monde un jour.
Mahomet déclara que Salman faisait partie de sa propre famille. Il lui accorda un statut important et fit en sorte que les autres califes le consultent.
Avec l'aide de Bilal l'Éthiopien, Ka'ab al-Ahbar (en)[réf. nécessaire], un des juifs qui s'étaient convertis à la nouvelle religion et d'autres, Salman renforce la dimension de l'universalité de l'islam dans un monde médinois presque exclusivement arabe, mais il est une personnalité (semi-)légendaire.